# Mary Westenholz
Mary Bess Westenholz (pseudonym Bertel Wrads) (født 13. august 1857 på Mattrup Gods, Tyrsting Sogn, død 8. maj 1947 på Folehavegaard, Hørsholm Sogn) var datter af godsejer og politiker Regnar Westenholz (1815-1866) og Mary Lucinde Hansen (1832-1915), søster til Regnar, Ingeborg og Aage Westenholz - og moster til Karen Blixen.
Mary Westenholz udgav i 1895 under pseudonymet Bertel Wrads essaysamlingen Fra mit Pulterkammer, hvor hun bl.a. skrev om ægteskab, kvindesag og nationale spørgsmål.
Fra sin tidligste ungdom var Mary Westenholz unitar under påvirkning af moderen. Hun blev i 1900 medstifter af Det fri Kirkesamfund (DfK) og kastede sig straks med brændende iver ind i det kirkepolitiske arbejde, idet hun kæmpede for enhver kirkereform, der efter hendes opfattelse kunne fremme personlig sandhed.
Ved en Højesteretsdom af 25. juni 1908, der blev støttet af en erklæring fra landets biskopper, blev det slået fast, at unitarismen og folkekirken var i modstrid med hinanden, og hun blev udelukket af folkekirken. Hun fortsatte i ledelsen af Det fri Kirkesamfund, hvor hun blev formand og sad indtil 1925 og var samtidig redaktør af kirkesamfundets blad Protestantisk Tidende fra 1905 til 1918.
Mary Westenholz var nationalsindet idealist og aktivist, hvilket hun viste, da hun i harme over Alberti-skandalen og en tyskvenlig sikkerhedspolitik under J.C. Christensen den 19. august 1909 skaffede sig adgang til Folketingets talerstol, hvor hun holdt en brandtale mod magtens mænd:
| Citat                              | Her sidder I danske mænd og sjakrer i jeres magtbrynde og egennytte om landets ve og vel, men det skal siges fra denne talerstol, at Danmarks kvinder foragter jer og brændemærker jer som en hob fædrelandsløse lejesvende, der forråder Danmarks ære. | Citat |
| – Mary Westenholz, 19. august 1909 | |       |

Mary Westenholz blev ikke straffet for sin handling, men der blev afholdt en kvindepolitisk demonstration foran hendes og moderens domicil i Hørsholm som støtte for kvinders deltagelse i politik.

## Kuriosum
- I Tøjhusmuseets udstilling "Maskingeværets kulturhistorie 1861-1920" Arkiveret 16. december 2005 hos  Wayback Machine indgår et billede Arkiveret 17. januar 2006 hos  Wayback Machine, hvor Mary Westenholz prøveskyder et Madsen rekylgevær.

## Yderligere læsning
- Rosekamp, Erik m.fl.: Dansk Biografisk Haandleksikon, Forlaget Gyldendal, København 1920-1926, ISBN 87-90329-53-8.
- Larsen, Leif: En hob fædrelandsløse lejesvende, In: dansk dagblad Land og Folk, 18. august 1984.